# گنجشک شورمانداب
گنجشک شورمانداب (نام علمی: Ammospiza caudacuta) یک گنجشک کوچک جهان جدید است که در شورمانداب‌ها در امتداد سواحل اقیانوس اطلس ایالات متحده یافت می‌شود. زمانی پنداشته می‌شد که این پرنده و گنجشک نلسون (Ammospiza nelsoni) در یک گونه یکسان گنجشک دم‌تیز هستند. به همین دلیل، این گونه برای مدت کوتاهی به عنوان «گنجشک دم‌تیز شورمانداب» شناخته می‌شد. تعداد گنجشک‌های شورمانداب به دلیل از بین رفتن زیستگاه که عمدتاً به فعالیت‌های انسانی نسبت داده می‌شود، در حال کاهش است.